# 上弓削神社
上弓削神社（かみゆげじんじゃ）は熊本県熊本市にある神社。白川左岸の弓削町に鎮座するが、対岸の弓削神社とともに弓削神社と総称される場合もある。弓削法皇社ともいう。

## 祭神
孝謙天皇（女帝、女神）を祀るが、白川の対岸、龍田町弓削の弓削神社が女神であるのに対し道鏡を祀るとの説もあった。また、夜毎に男神が飛び石を伝って対岸の女神（弓削神社）の許へ通い逢瀬を楽しんでいたとも伝える。
農作物の豊穣や、夫婦円満、子授けの信仰を集める。

## 由緒
近世には法皇宮や法皇社と称された。時期不明ながら、若杉某という者が神体を守護して勧請したのに創まるという。

## 祭祀・信仰
近世の祭日は9月25日、現在は10月15日。
古く毎年正月15日（小正月）に15歳未満の村の童子が境内の杉の枝を歳の数だけ手に挟む風習があり、また神社近くの河畔に袖振石と手掛石という神石があり、村の娘が嫁ぐ夜になるとこの両石が大層湿ったという。